# Antaology
Albums de Matmatah
Greatest Hits 1998-2008 Plates coutures
Antaology est une compilation de Matmatah parue le 25 septembre 2015. Elle comporte deux disque, le premier comporte les meilleures chansons du groupe et le second contient des inédits, des raretés et des versions alternatives.
Le groupe s'est reformé à l'occasion pour enregistrer les chansons Tricératops et Les demoiselles de Loctudy avec les Goristes et effectuer certaines remises à jour de certaines chansons. A cette occasion, le groupe décide de remettre en avant les influences celtiques qu'ils avaient abandonné depuis La Ouache en 1998.

## Parution
L'album est disponible en deux formats : le format simple double disque et le format deluxe.
Le coffret Best-Of Deluxe en édition limitée à 2000 exemplaires et numérotée inclut :
- Un coffret cartonné (20cm x 20cm) avec un livret de 60 pages cartonné retraçant l'histoire du groupe à travers des photos, coupures de presse, ainsi que des textes originaux d'Olivier Roubin

- 2 CD avec 40 titres : le premier CD propose un best-of et le second contient des inédits, des raretés et des versions alternatives

- 2 DVD incluant le concert complet du 31/10/2005 à l'Olympia, le documentaire « Quitter la route » filmé pendant la tournée en Inde (2005), et le documentaire « Bande à part » filmé lors de la dernière tournée du groupe (2008) par Thierry Robert[2].

## Premier disque
Toute la musique est composée par Matmatah.
| No  | Titre                 | Origine                 | Durée |
| --- | --------------------- | ----------------------- | ----- |
| 1.  | Tricératops           | Inédit                  | 03:45 |
| 2.  | Lambé An Dro          | La Ouache (1998)        | 03:57 |
| 3.  | La fille du Chat Noir | La Ouache (1998)        | 03:52 |
| 4.  | Emma                  | La Ouache (1998)        | 03:15 |
| 5.  | L'apologie            | La Ouache (1998)        | 03:17 |
| 6.  | Quelques sourires     | Rebelote (2001)         | 03:30 |
| 7.  | Archimède (Edit)      | Rebelote (2001)         | 04:01 |
| 8.  | Abonnée absent        | Rebelote (2001)         | 03:55 |
| 9.  | Petite mort           | Rebelote (2001)         | 04:28 |
| 10. | Gotta Go Now          | Archie Kramer (2004)    | 02:58 |
| 11. | Au conditionnel       | Archie Kramer (2004)    | 03:25 |
| 12. | Alzheimer             | Archie Kramer (2004)    | 04:26 |
| 13. | Casì el silencio      | Archie Kramer (2004)    | 02:30 |
| 14. | Le souvenir           | Archie Kramer (2004)    | 05:47 |
| 15. | La cerise             | La Cerise (2007)        | 03:35 |
| 16. | Et tourne le compteur | La Cerise (2007)        | 03:08 |
| 17. | Le festin de Bianca   | La Cerise (2007)        | 03:12 |
| 18. | La Serpeta del Barrio | La Cerise (2007)        | 03:50 |
| 19. | Crépuscule dandy      | La Cerise (2007)        | 04:25 |
| 20. | Bande à part          | Bande à part (EP, 2008) | 03:48 |

## Second disque
Toute la musique est composée par Matmatah.
| No  | Titre                                                              | Origine                                                                                    | Durée |
| --- | ------------------------------------------------------------------ | ------------------------------------------------------------------------------------------ | ----- |
| 1.  | Les demoiselles de Loctudy (avec Les Goristes)                     | Inédit (2014)                                                                              | 04:29 |
| 2.  | Cherry on the Cake (version anglaise de La cerise)                 | inédit; La Cerise (2007)                                                                   | 03:35 |
| 3.  | Ouache Away Your Mix (remix de la chanson Ouache)                  | inédit (2014); La Ouache (1998)                                                            | 03:52 |
| 4.  | Toujours un coin qui me rappelle (Burt Bacharach et Hal David)     | inédit provenant des sessions Rebelote (2001), clip vidéo paru sur le DVD Piste off (2002) | 03:31 |
| 5.  | Prologue                                                           | Inédit issu des sessions Archie Kramer (2004)                                              | 01:45 |
| 6.  | Broke Lover (session à France Bleu Breizh Izel)                    | Inédit (2005); Archie Kramer (2005)                                                        | 04:57 |
| 7.  | Video Killed the Radio Star (feat. Beverly Jo Scott)               | Bande à part (EP, 2008)                                                                    | 03:36 |
| 8.  | Chanson du forçat (Serge Gainsbourg)                               | Inédit (2014?)                                                                             | 04:17 |
| 9.  | Kerfautras (par l'Ensemble Matheus)                                | Inédit (2015); La Ouache (1998)                                                            | 03:39 |
| 10. | Delhi m'appelle (vs. Svinkels) (remix de Daily Delhi)              | Inédit (2015); ...and Times Goes Friendly (EP, 2006)                                       | 01:55 |
| 11. | Radio edit (session à France Bleu Breizh Izel)                     | Inédit (2005); Archie Kramer (2004)                                                        | 02:26 |
| 12. | Trogdolyte (démo)                                                  | Inédit (1997); La Ouache                                                                   | 04:26 |
| 13. | When I Get a Little Bit Drunk                                      | Single Emma (1998)                                                                         | 03:57 |
| 14. | Les moutons (cuvée 97)                                             | Single (1997)                                                                              | 03:50 |
| 15. | Lambé An Dro (cuvée 97)                                            | Single (1997)                                                                              | 04:00 |
| 16. | Ya lo ha hecho (et tu dormais déjà) (live 1999 au Liberté, Rennes) | Inédit (1999)                                                                              | 02:55 |
| 17. | Derrière ton dos (live au festival des Vieilles Charrues 2008)     | Inédit (2008); La Ouache (1998)                                                            | 05:26 |
| 18. | Sushi bar (live feat. Miossec)                                     | Inédit (?); Rebelote                                                                       | 02:54 |
| 19. | La fleur de l'âge (I Snor remix)                                   | Inédit (2014); La Cerise (2007)                                                            | 04:30 |
| 20. | Quitter la route (demo)                                            | Inédit (2006); ...and Times Goes Friendly (EP, 2006)                                       | 02:57 |